# چارلز نوگوئز
چارلز نوگوئز (فرانسوی: Charles Noguès‎؛ ۱۳ اوت ۱۸۷۶ – ۲۰ آوریل ۱۹۷۱) ارتشبد اهل فرانسه بود.او از مدرسه پلی‌تکنیک فارغ‌التحصیل شده بود.
وی همچنین برندهٔ جوایزی همچون صلیب بزرگ لژیون دونور شده‌است.